# Dobromir Taskov
Dobromir Taskov, bolgárul: Добромир Ташков (Várna, 1925. április 10. – 2017. május 26.) válogatott bolgár labdarúgó, csatár, edző. Háromszoros bolgár bajnoki gólkirály (1952, 1954, 1958). A bolgár válogatott szövetségi kapitánya (1966).

## Pályafutása

### Klubcsapatban
1942 és 1950 között a Szpartak Varna, 1951 és 1953 között a Szpartak Szofija, 1953 és 1963 között a Szlavija Szofija labdarúgója volt. Háromszoros bajnoki gólkirály volt. 1952-ben és 1958-ban holtversenyben, 1954-ben egyedül szerezte a legtöbb gólt a bolgár élvonalban.

### A válogatottban
1952 és 1954 között hét alkalommal szerepelt a bolgár válogatottban és két gólt szerzett.

### Edzőként
1963 és 1969 között a Szlavija Szofija vezetőedzője volt. Közben, 1966-ban a bolgár válogatott szövetségi kapitányaként is tevékenykedett. 1971–72-ben a ciprusi Omónia, 1973–74-ben ismét a Szlavija Szofija, 1974–75-ben a Szpartak Varna, 1982–83-ban újra az Omónia szakmai munkáját irányította. A Szlaivájával három Bolgár Kupa-győzelmet ért el az 1960-as években. Az Omóniával két-két bajnoki és Ciprusi Kupa-győzelmet szerzett.

## Sikerei, díjai

### Játékosként
Szpartak Szofija
- Bolgár bajnokság
  - gólkirály: 1952 (10 gól, holtversenyben)

 Szlavija Szofija
- Bolgár bajnokság
  - gólkirály: 1954 (25 gól), 1958 (9 gól, holtversenyben)

### Edzőként
Szlavija Szofija
- Bolgár kupa
  - győztes (3): 1963, 1964, 1966

 Omónia
- Ciprusi bajnokság
  - bajnok (2): 1971–72, 1982–83
- Ciprusi kupa
  - győztes (2): 1971–72, 1982–83